# Brachytheciastrum leibergii
Brachytheciastrum leibergii là một loài Rêu trong họ Brachytheciaceae. Loài này được (Grout) Ignatov & Huttunen mô tả khoa học đầu tiên năm 2002.